# Discobole
 (avril 2018).
Le Discobole (littéralement, « le lanceur de disques » , en grec, Δισκοβόλος, Diskobόlos) est l’une des plus célèbres statues de l’Antiquité. Généralement attribuée à Myron, sculpteur athénien du Ve siècle av. J.-C. (450 av J.-C), elle représente un athlète en train de lancer le disque. Myron, représentant du premier classicisme, était célèbre pour ses représentations d'athlètes, ce qui explique l’attribution. De plus, cette œuvre est mentionnée par Pline l'Ancien dans son Histoire naturelle, où l'auteur livre la liste des œuvres réalisées par Myron.

## Description
La statue originale représente un athlète nu — à l'image de tous les athlètes grecs —, glabre, figé alors qu'il prépare le lancer de son disque. La tête est tournée sur le côté. Lucien de Samosate le décrit ainsi : « N'avez-vous pas vu, reprit-il, dans la cour, en entrant, cette belle statue, ouvrage du sculpteur Démétrius – N'est-ce pas cet homme qui tient un disque, et qu'on voit courbé dans l'attitude de le lancer ? Il a le visage tourné du côté de la main qui porte le disque, et ployant doucement le genou, il semble prêt à se relever dès qu'il l'aura jeté. – Ce n'est pas celui-là ; le discobole dont vous voulez parler est une œuvre de Myron. » Le mouvement se déploie sur le côté, donnant une composition bidimensionnelle (ce qui est caractéristique du pré-classicisme). Le buste est tourné vers le spectateur, tandis que les jambes et les fesses sont de profil. Seule la jambe droite porte le poids de l'ensemble. L'effet produit par ce choix formel est que l'ensemble s'inscrit dans un ensemble presque plat, comme s'il s'agissait davantage d'un haut-relief que d'une ronde-bosse. La composition est géométrisée, théorique. En effet, le bord des pectoraux est net, la musculature est faite de formes plastiques et théoriques qui se répondent. Le personnage, alors qu'en plein effort, est impassible, le regard serein et sans expression. Pour le spectateur moderne, il peut sembler que le désir de perfection de Myron lui a fait supprimer trop radicalement l'expression de la tension dans chacun de ses muscles. Les paupières sont lourdes, le nez droit, la bouche charnue et légèrement entrouverte, la mâchoire épaisse, le menton fort. On idéalise son visage pour que son image gagne un aspect intemporel. L'artiste a choisi de représenter le bref moment où le discobole tend le bras au point de relâchement, après le début du mouvement et immédiatement avant le lancer : ce moment est si bref que les athlètes contemporains s'interrogent encore pour savoir s'il existe vraiment. Sa pose semble peu vraisemblable à nos yeux pour un lancer efficace, mais les anciens athlètes opéraient une rotation de seulement trois quarts de tour, contre une rotation d'un tour et demi aujourd'hui. Ce type de rotation était peut-être conçu dans le but d'augmenter la difficulté de la performance sportive. C'est cette pose d'ailleurs qui confère à la statue sa remarquable vivacité. C'est à ce titre qu'il est cité par Quintilien dans son Institution oratoire quand il plaide pour l'introduction du mouvement et de la variété dans le discours rhétorique.

## Découverte

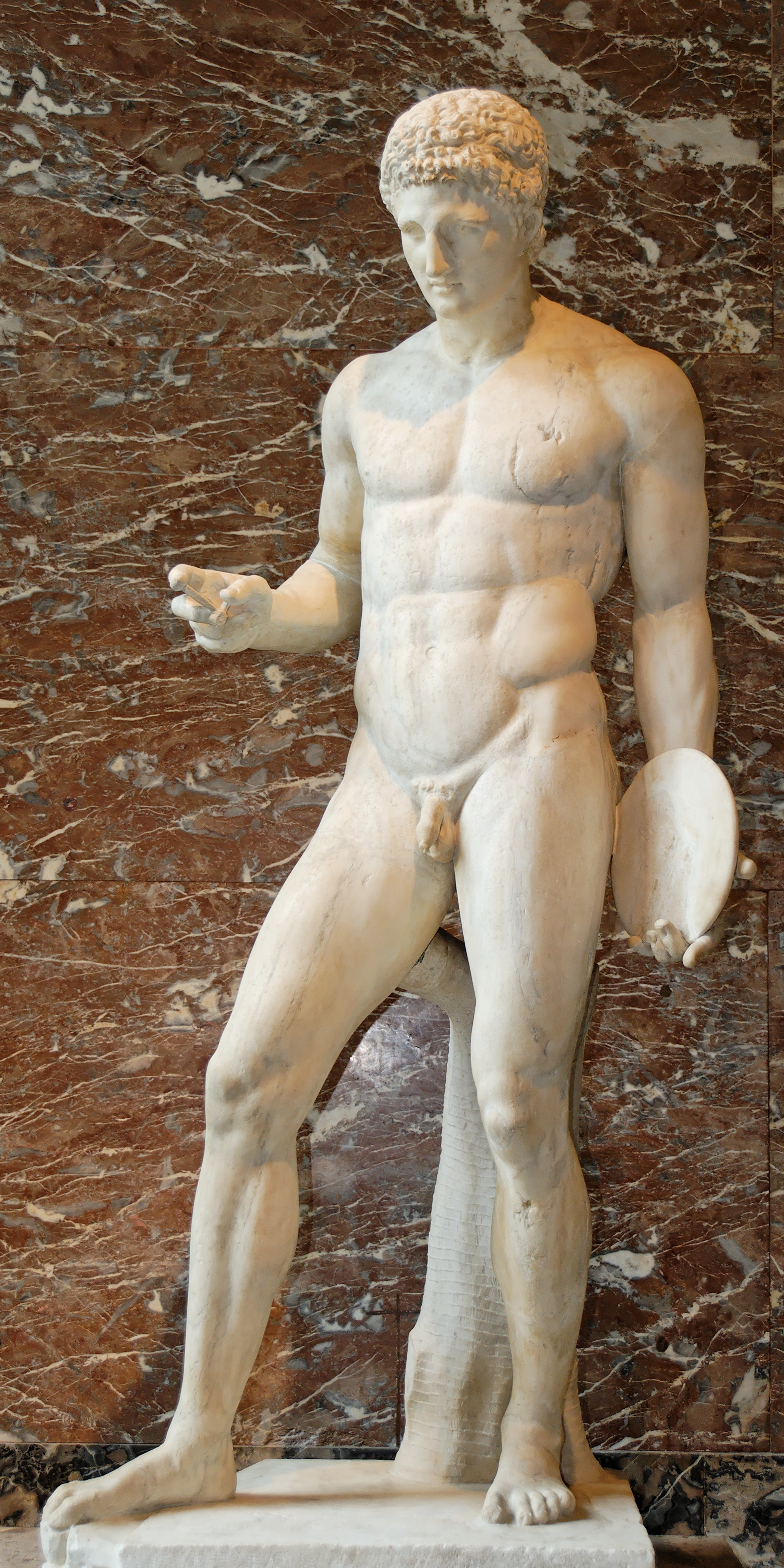
Athlète au disque dit Le Discophore, art grec classique (av. J.-C.), Paris, musée du Louvre.

Une hypothèse est que le Discobole appartenait en fait à un groupe. Myron a, en effet, composé plusieurs groupes statuaires, comme Héraclès, Zeus et Athéna ou encore Athéna et Marsyas, qui nous est parvenu aujourd'hui. Le Discobole pourrait appartenir à un groupe représentant Apollon et son amant Hyacinthe. Selon la légende, Apollon tue son amant lors d'un lancer de disque. Une version du mythe explique que le disque a été détourné de sa course par Zéphyr dont Hyacinthe avait repoussé les avances. Pline mentionne d'ailleurs un Apollon sculpté par Myron dans son Histoire naturelle. Le Discobole pourrait représenter Hyacinthe seul. Hyacinthe était l'œuvre d'un culte chez les Spartiates, qui lui rendaient hommage dans le sanctuaire d'Amyclées. Il aurait pu jouer un rôle dans un cycle de rite de passage des jeunes soldats. La statue originale pourrait aussi être une œuvre votive offerte par un athlète après sa victoire dans une discipline. On ne sait pas sur quel site l'original en bronze, aujourd'hui disparu, se trouvait. Seules demeurent des copies en marbre d’époque impériale. La plus célèbre d'entre elles est le Discobole Lancellotti, considérée comme la reproduction la plus fidèle de l'original. L’œuvre fut découverte sur le mont Esquilin au XVIIIe siècle et vendue à la famille Massimo, devenue ensuite Massimo Lancellotti. Réalisée au IIe siècle sous les Antonins, elle figure actuellement dans les collections du palais Massimo alle Terme, branche du musée national romain, à Rome. Une autre copie connue, exposée dans le même musée, est le Discobole Castelporziano, découverte mutilée (la tête est perdue) dans le village éponyme en 1906, parmi les ruines d’une villa d’époque impériale. Cette copie est plus réaliste dans son traitement des volumes et témoigne des évolutions techniques survenues depuis entre le classicisme grec et la sculpture romaine impériale.
Jusqu'à la découverte de la statue complète du Discobole Lancellotti en 1781, plusieurs bustes de discobole avaient été attribués à tort à des compositions autres que des discoboles. C'est le cas du « gladiateur » des musées du Capitole de Rome ou du « Diomède » trouvé à Ostie en 1772 et aujourd'hui à Bowood House (Wiltshire). Une des copies les plus célèbres aujourd'hui est celle qu'expose le British Museum, le Discobole Townley. Townley achète en 1794 une copie romaine du Discobole, excavée dans la villa d'Hadrien à Tivoli. Le Discobole Townley ne regarde pas en arrière, car sa tête provient d'une autre statue, même si l'intermédiaire de Townley à Rome lui assure qu'il s'agit du même marbre et que la dite-tête a été trouvée à côté du corps du Discobole. Si aujourd'hui on ne pratiquerait plus de restaurations d'une telle nature, les critères étaient différents au XVIIIe siècle. Les collectionneurs attendaient des sculptures complètes, même si cela impliquait d'importantes modifications. Par ailleurs, on pensait que les Romains, quand ils avaient eux-mêmes copié des originaux grecs, s'étaient employés à les « améliorer ». Les restaurateurs du XVIIIe se percevaient comme les héritiers de cette tradition. De fait, les pratiques d'imitation étaient loin d'être vues de manière négative par les Romains et ainsi, de nombreuses copies d’œuvres de qualité circulent et les copies du Discobole fleurissent alors un peu partout dans l'Empire. Parmi elles, le Discobole (dit de Carcassonne) aujourd'hui exposé à Toulouse.

## Représentation dans la culture grecque
Le mot « discobole  »vient du grec ancien δισκοβόλος / diskobolos, « lanceur de disque ». Le disque grec était un palet de pierre ou de bronze d’environ 20 cm de diamètre. Il pesait plus de 5 kg. Avant la découverte du Discobole Lancellotti, on ne connaissait que des discoboles statiques, au repos, tenant simplement le disque à la main, qu'on appelle aujourd'hui des « discophores », même Pline l'Ancien les désigne sous le nom de « discoboles ».
La statue du Discobole figure sur la pièce commémorative de 2 euros frappée par la Grèce à l'occasion des Jeux olympiques d'Athènes de 2004.

## Postérité

### LeDiscoboledans l'histoire moderne

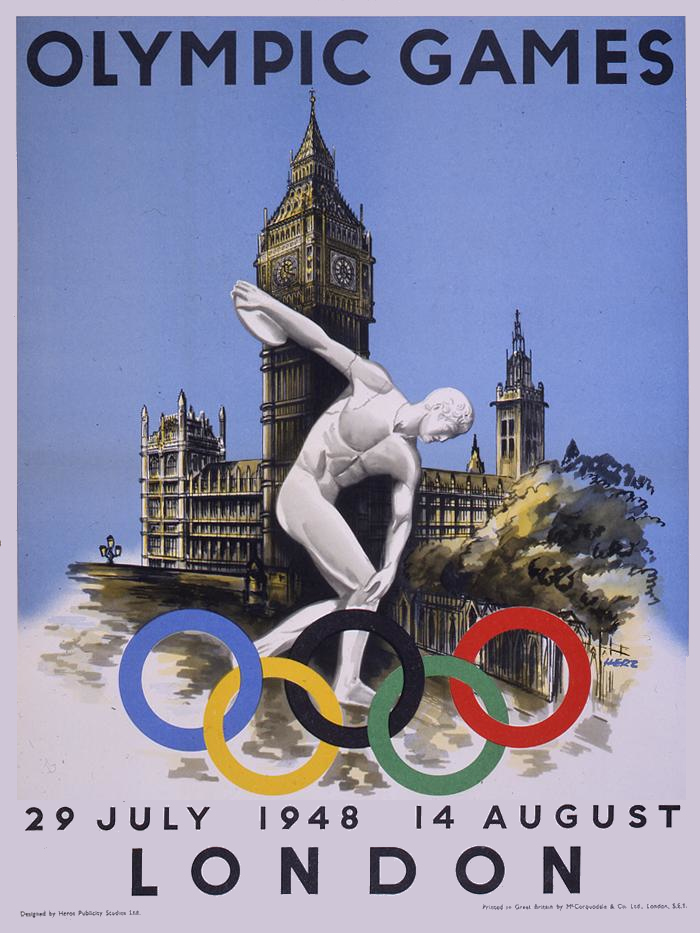
Reproduction de l'affiche de Walter Herz.

En 1936, dans le cadre des célébrations associés à l'organisation des Jeux Olympiques, une exposition, « Sports des Grecs, » montre à Berlin plusieurs représentations du Discobole, dont la petite statuette en bronze de la glyptothèque de Münich. La statuaire grecque et les corps parfaits qu'elle représente fascinent les idéologues nazis. L'oeuvre apparait dans le film de Leni Riefenstahl Olympia sorti en 1938 et diffusé à Hitler pour son anniversaire le 20 avril 1938 : dans un fondu enchainé, la statue se transforme en athlète de chair et de sang incarné par Erwin Huber. 
Hitler est subjugué par le Discobole au point de l'acquérir en 1938. En effet, il fait acheter, avec l'accord de Mussolini, le Discobole à la famille Lancellotti pour cinq millions de reichsmarks, une somme équivalente à 327 000 $ de l'époque. Le Führer le cite dans un discours qu'il prononce le 9 juillet 1938, dans lequel il le présente comme un cadeau fait au peuple allemand. Cette copie romaine d'époque impériale est exposée dans un musée de Munich et doit servir de modèle de beauté à atteindre, voire à dépasser, par le peuple allemand. 
Cette représentation d'un corps exemplaire, à la musculature parfaite, participe pour Hitler de la démonstration de la supériorité aryenne ; en effet, il pose dans Mein Kampf que les peuplades germaniques aryennes, en migrant vers le sud, se sont implantées en Grèce pré-classique et ont constitué les forces vives de l'invasion dorienne (venant du Nord de la Grèce). Hitler en tire la conclusion aberrante que les Grecs sont réincarnés dans les Allemands et que l'art classique grec exprime en fait la grandeur du peuple allemand.
Après la guerre, les Etats-Unis font pression pour que la statue regagne Rome. Les universitaires allemands arguent qu'elle a été achetée légalement cependant le gouvernement militaire américain et l'intelligentsia italienne œuvrent ensemble pour un retour en Italie, non dans la famille Lancellotti, mais au musée national. C'est chose faite en novembre 1948. Une copie est toujours présente dans l'ancien quartier général nazi à Munich.
La même année, les JO sont organisés à Londres. Une commande est passée au dessinateur Walter Herz pour qu'il se mette à concevoir la campagne d'habillage des bus. L'affiche montre le Discobole Townley en suspension au-dessus des anneaux olympiques, le palais de Westminster en arrière-plan. Cette affiche constitue une réponse nette à l'usage propagandiste que les nazis avaient fait du Discobole. Les maisons du Parlement représentent la plus ancienne démocratie du monde moderne, le Discobole renvoie à la première démocratie au monde et à l'idée de liberté intellectuelle qu'on associe à la Grèce Antique.

### Évocations artistiques
En 1932, Leni Riefenstahl ouvre son film consacré aux JO de Berlin, Olympia, par un hommage, orienté, au Discobole : la caméra se déplace lentement dans les ruines d'Olympie et de l'Acropole avant de s'attarder sur plusieurs statues iconiques de l'art grec pour finalement s'arrêter sur le Discobole dont émerge Erwin Huber, un athlète allemand. Le message est tristement clair : les gloires de la Grèce antique renaissent dans l'Allemagne nazie.
Le Discobole étant l'une des sculptures les plus célèbres de l'Antiquité , Uderzo la transpose dans Les Lauriers de César, où un esclave reproduit la pose de la statue.
En 1998, l'artiste Sui Jianguo avait proposé un discobole en résine, habillé en costume de Mao, destiné à être le symbole des contraintes que subissaient les artistes et intellectuels chinois sous l'ère communiste. Il réitère la sculpture en 2008 avec des matériaux différents et divers : du verre, de la céramique… Il s'attaquera la même année au productivisme et à la production de masse chinois en habillant ironiquement plusieurs discoboles interchangeables et anonymes d'un costume semblable à celui des cadres chinois.
En 2008, à l'occasion des JO de Pékin, le Discobole est exposé en Chine, dans le cadre d'une exposition sur les JO de l'Antiquité. Son succès est tel qu'il devient le pivot d'une autre exposition Le corps humain dans l'art et la société grecque. Les artistes chinois se passionnent alors pour cette figure.
Au cours de l'année 2013, l'artiste croate Ivan Ostarcevic donne les traits de Captain America à un discobole.
En 2017, l'artiste français Léo Caillard donne une nouvelle jeunesse à la sculpture. Il sculpte à nouveau le Discobole Lancellotti en résine galvanisée chrome et y ajoute plusieurs dizaines de cercles horizontaux lumineux blancs, en néons et leds, tous horizontaux. Cette œuvre est exposée en 2019 au musée Saint-Raymond, musée des Antiques de Toulouse dans le cadre de l'exposition temporaire Age of Classics ! L'Antiquité dans la culture pop.